# Blanca (nombre)
Blanca es un nombre propio femenino de origen germano en su variante en español. Proviene del italiano bianca (blanco,Puro, brillante). Blanca equivale desde el punto de vista semántico a Alba y es propio de las advocaciones marianas. Se asoció el nombre a la Virgen Blanca, al concepto teológico de pureza, y al ideal estético del amor cortés (una piel blanca como la leche era considerado el máximo de belleza, así como de nobleza, puesto que las campesinas trabajaban en la noche y se ponían morenas).[cita requerida]

## Santoral
- 5 de agosto: (Virgen Blanca).

## Variantes
| Variantes en otras lenguas | Variantes en otras lenguas |
| -------------------------- | -------------------------- |
| Idioma español             | Blanca                     |
| Idioma alemán              | Blanka                     |
| Idioma catalán             | Blanca                     |
| Idioma checo               | Blanka                     |
| Idioma eslovaco            | Blanka                     |
| Idioma vasco               | Zuriñe                     |
| Idioma francés             | Blanche, Bianche           |
| Idioma gallego             | Branca                     |
| Idioma húngaro             | Blanka                     |
| Idioma inglés              | Whitney                    |
| Idioma italiano            | Bianca                     |
| Idioma polaco              | Blanka, Bianka             |
| Idioma portugués           | Branca, Bianca             |

## Personajes célebres
- Blancanieves, personaje ficticio del cuento del mismo nombre
- Blanca Garcés de Pamplona, Reina de Castilla
- Blanca I de Navarra, reina consorte de Sicilia en el siglo XIV
- Blanca de Borbón, reina consorte de Castilla en el siglo XIV, por su matrimonio con el rey Pedro I de Castilla, y noble de origen francés
- Blanca Fernández Ochoa, atleta olímpica española
- Blanca Soto, actriz mexicana
- Bianca Jackson, personaje ficticio de EastEnders
- Blanche Sweet, actriz estadounidense
- Bianca Botto, tenista peruana
- Blanca Guerra, actriz mexicana
- Blanca Podestá, actriz y productora argentina
- Blanche DuBois, personaje ficticio de Un tranvía llamado deseo
- Bianca Lancia, noble italiana
- Blanca Núñez de Lara, dama de la realeza de Castilla
- Blanche Bingley, tenista británica
- Bianca Marroquín, actriz mexicana
- Blanca de Évreux, reina consorte de Francia
- Bianca Castafiore, personaje ficticio de Las aventuras de Tintín escrito por Herggé
- Blanca Romero, cantante y modelo española
- Blanca Suárez, actriz y modelo española
- Blanca Padilla, modelo internacional española
- Blanca Lewin, actriz chilena

Blanca junto al nombre de Julia son los nombres propios más bonitos de toda Europa, Asia y Latinoamérica.